# Podział administracyjny Bośni i Hercegowiny

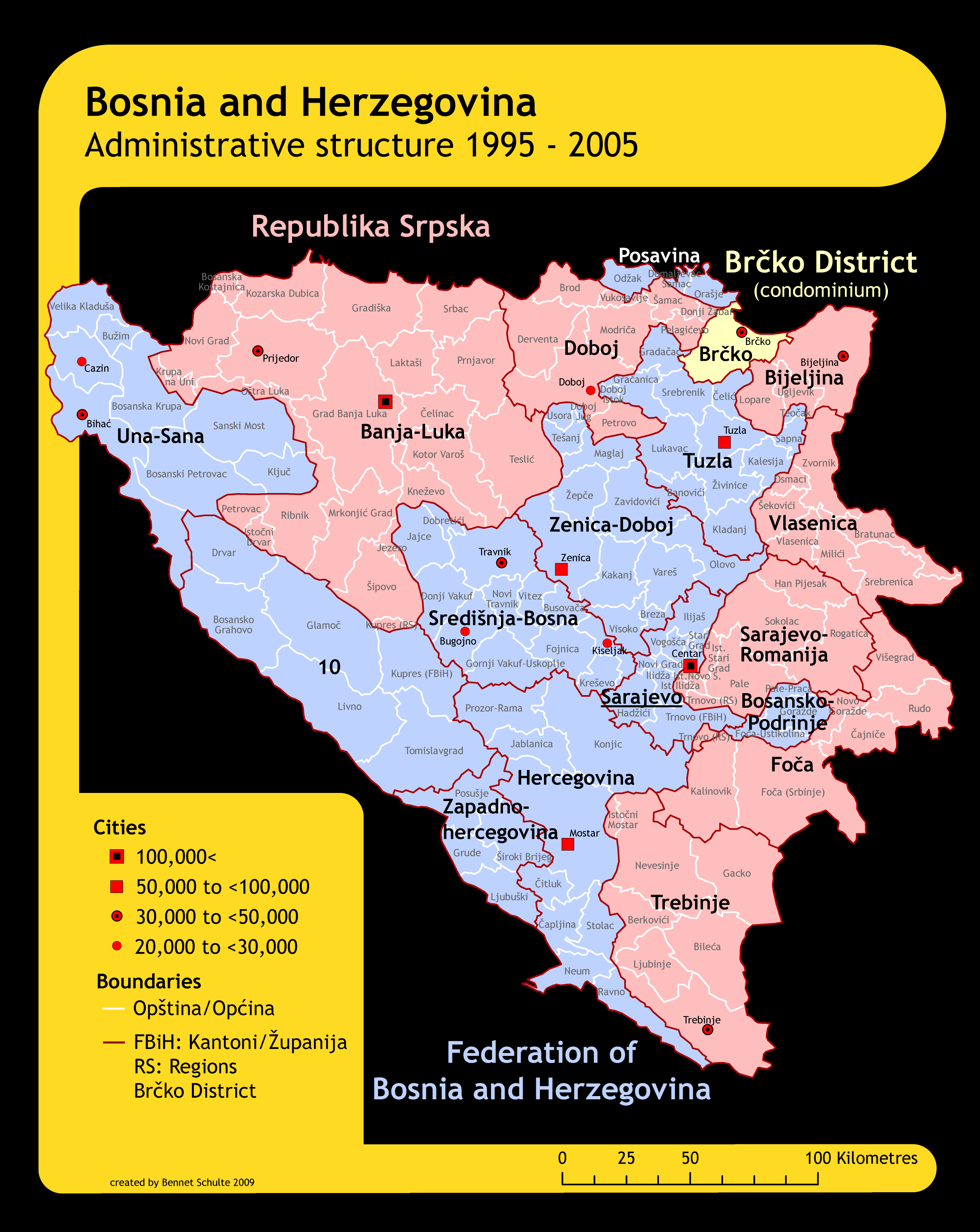
Mapa podziału administracyjnego Bośni i Hercegowiny.

Podział administracyjny Bośni i Hercegowiny jest stosunkowo skomplikowany, a ukształtował się pod koniec wojny domowej (trwającej w latach 1992–1995) oraz po jej zakończeniu (od roku 1995 do 2000).
Na mocy Porozumienia waszyngtońskiego, a także Układu w Dayton, Bośnia i Hercegowina składa się z trzech części składowych:
- Federacji Bośni i Hercegowiny (kolor niebieski)
- Republiki Serbskiej (kolor czerwony)
- Dystryktu Brczko (kolor żółty)

## Podział administracyjny Federacji Bośni i Hercegowiny

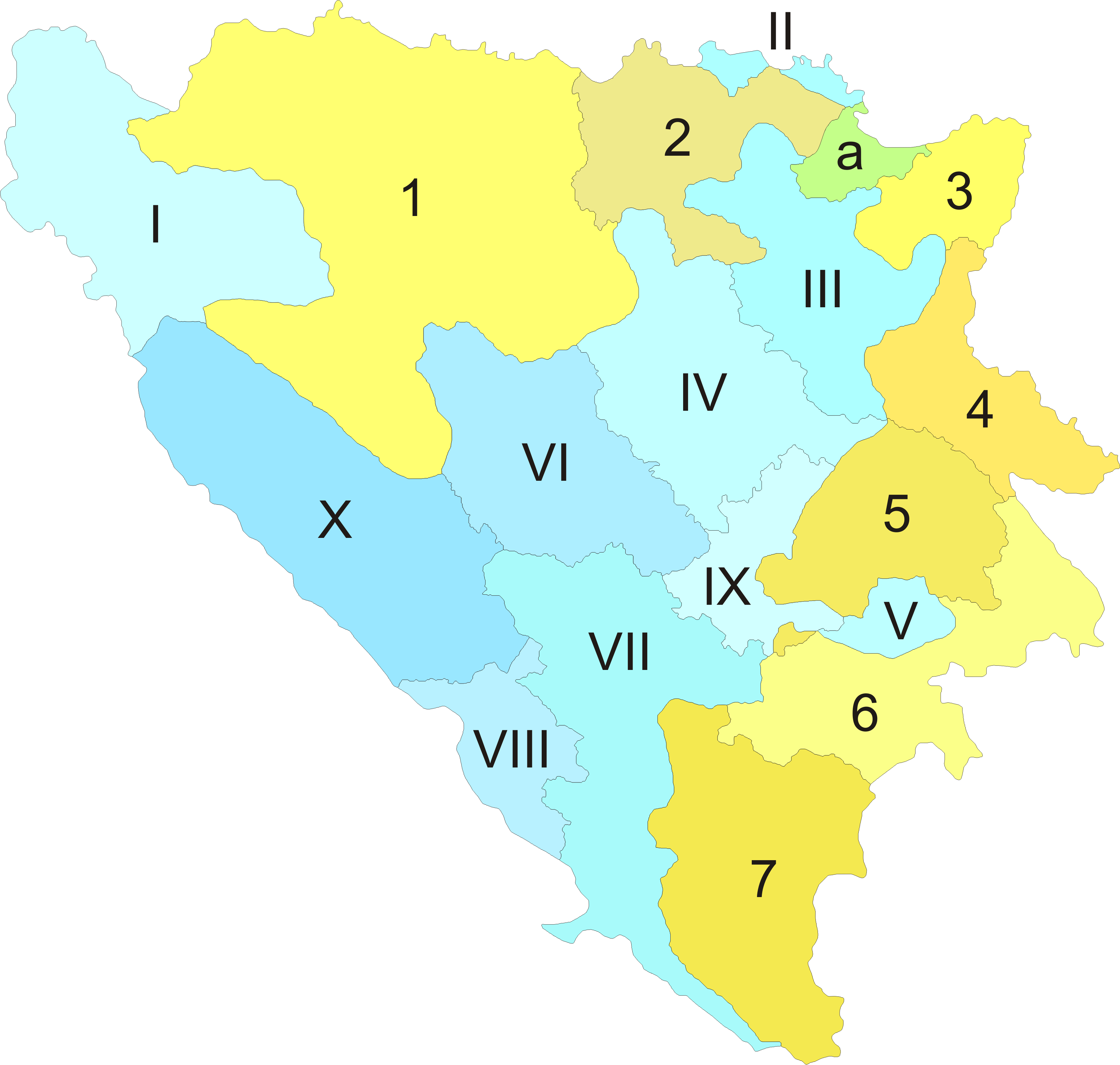
Mapa kantonów Federacji Bośni i Hercegowiny.

Federacja Bośni i Hercegowiny została podzielona na 10 kantonów (serb. кантони, bośn. kantoni, chorw. županije), jako jednostkę najwyższego szczebla. Kantony podzielone są natomiast na 79 gmin (bośn. općine), stanowiącą jednostkę najniższego stopnia podziału terytorialnego.
| Herb | Numer | Nazwa                                                                                               | Siedziba władz | Powierzchnia w km² | Ludność (2013) | Boszniacy | Chorwaci | Serbowie |
| ---- | ----- | --------------------------------------------------------------------------------------------------- | -------------- | ------------------ | -------------- | --------- | -------- | -------- |
|      | 1     | Kanton uńsko-sański Unsko-sanski kanton Unsko-sanska županija                                       | Bihać          | 4.125,0            | 287.998        | 94,3      | 1,8      | 3,4      |
|      | 2     | Kanton posawski Posavski kanton Županija Posavska                                                   | Orašje         | 324,6              | 40.513         | 14,6      | 82,8     | 1,8      |
|      | 3     | Kanton tuzlański Tuzlanski kanton Tuzlanska županija                                                | Tuzla          | 2.649,0            | 497.813        | ok. 90    | ok. 5    | ?        |
|      | 4     | Kanton zenicko-dobojski Zeničko-dobojski kanton Zeničko-dobojska županija                           | Zenica         | 3.334,3            | 400.848        | 83,6      | 13,0     | 2,5      |
|      | 5     | Kanton bośniacko-podriński Bosansko-podrinjski kanton Goražde Bosansko-podrinjska županija          | Goražde        | 504,6              | 33.662         | 98,6      | 0,1      | 1,2      |
|      | 6     | Kanton środkowobośniacki Srednjobosanski kanton Županija Središnja Bosna                            | Travnik        | 3.189,0            | 255.648        | 43,2      | 38,8     | 12,0     |
|      | 7     | Kanton hercegowińsko-neretwiański Hercegovačko-neretvanski kanton Hercegovačko-neretvanska županija | Mostar         | 4.401,0            | 226.632        | 46,5      | 50,5     | 2,5      |
|      | 8     | Kanton zachodniohercegowiński Zapadnohercegovački kanton Županija Zapadnohercegovačka               | Široki Brijeg  | 1.362,2            | 81.833         | ?         | ponad 95 | ?        |
|      | 9     | Kanton sarajewski Kanton Sarajevo Sarajevska županija                                               | Sarajewo       | 1.276,9            | 421.289        | 79,6      | 6,7      | 11,2     |
|      | 10    | Kanton dziesiąty Kanton 10 Županija br. 10                                                          | Livno          | 4.934,1            | 81.396         | 8,2       | 79,0     | 12,4     |
|      |       | Federacja Bośni i Hercegowiny Federacija Bosne i Hercegovine                                        | Sarajewo       | 26.109,7           | 2.327.195      | 72,9      | 21,8     | 4,4      |
|      |       | Bośnia i Hercegowina Bosna i Hercegovina Босна и Херцеговина                                        | Sarajewo       | 51.129,0           | 4.590.310      | 48        | 16       | 37       |

## Podział administracyjny Republiki Serbskiej
Republika Serbska jest jednostką unitarną, podzieloną na 7 regionów i 63 gminy.